# Lijst van Alarmschijven in 2016
Deze hits waren in 2016 Alarmschijf op Radio 538:
| Nr.  | Datum        | Artiest                                 | Titel                               | Hoogste positie in Top 40 |
| ---- | ------------ | --------------------------------------- | ----------------------------------- | ------------------------- |
| 2382 | 2 januari    | The Weeknd                              | In the night                        | 13                        |
| 2383 | 9 januari    | Mike Posner                             | I took a pill in Ibiza (SeeB remix) | 1(10wk)                   |
| 2384 | 16 januari   | Fleur East                              | Sax                                 | 19                        |
| 2385 | 23 januari   | Shawn Mendes & Camila Cabello           | I know what you did last summer     | 12                        |
| 2386 | 30 januari   | Alan Walker                             | Faded                               | 2                         |
| 2387 | 6 februari   | Anouk                                   | Run away together                   | 24                        |
| 2388 | 13 februari  | Maan                                    | Perfect world                       | 31                        |
| 2389 | 20 februari  | Coldplay & Beyoncé                      | Hymn for the weekend                | 11                        |
| 2390 | 27 februari  | Dua Lipa                                | Be the one                          | 5                         |
| 2391 | 5 maart      | Twenty One Pilots                       | Stressed out                        | 3                         |
| 2392 | 12 maart     | Jay Sean & Sean Paul                    | Make my love go                     | 14                        |
| 2393 | 19 maart     | DNCE                                    | Cake by the ocean                   | 10                        |
| 2394 | 26 maart     | Ariana Grande                           | Dangerous woman                     | 14                        |
| 2395 | 2 april      | Fifth Harmony & Ty Dolla Sign           | Work from home                      | 1(1wk)                    |
| 2396 | 9 april      | Walking on Cars                         | Speeding cars                       | 23                        |
| 2397 | 16 april     | Willy William                           | Ego                                 | 4                         |
| 2398 | 23 april     | P!nk                                    | Just like fire                      | 22                        |
| 2399 | 30 april     | Enrique Iglesias & Wisin                | Duele el corazón                    | 7                         |
| 2400 | 7 mei        | Calvin Harris & Rihanna                 | This is what you came for           | 3                         |
| 2401 | 14 mei       | Justin Timberlake                       | Can't stop the feeling!             | 1(8wk)                    |
| 2402 | 21 mei       | David Guetta & Zara Larsson             | This one's for you                  | 5                         |
| 2403 | 28 mei       | Coldplay                                | Up & up                             | 26                        |
| 2404 | 4 juni       | Ariana Grande                           | Into you                            | 13                        |
| 2405 | 11 juni      | Dua Lipa                                | Hotter than hell                    | 10                        |
| 2406 | 18 juni      | Deorro & Elvis Crespo                   | Bailar                              | 3                         |
| 2407 | 25 juni      | Shawn Mendes                            | Treat you better                    | 5                         |
| 2408 | 2 juli       | Drake & Rihanna                         | Too good                            | 9                         |
| 2409 | 9 juli       | Bastille                                | Good grief                          | 13                        |
| 2410 | 16 juli      | Fifth Harmony & Fetty Wap               | All in my head (Flex)               | 24                        |
| 2411 | 23 juli      | Katy Perry                              | Rise                                | 34                        |
| 2412 | 30 juli      | Major Lazer, Justin Bieber & MØ         | Cold water                          | 1(6wk)                    |
| 2413 | 6 augustus   | Kent Jones                              | Don't mind                          | 17                        |
| 2414 | 13 augustus  | Dotan                                   | Shadow wind                         | 25                        |
| 2415 | 20 augustus  | Jason Derulo                            | Kiss the sky                        | 31                        |
| 2416 | 27 augustus  | Ellie Goulding                          | Still falling for you               | 19                        |
| 2417 | 3 september  | Twenty One Pilots                       | Heathens                            | 10                        |
| 2418 | 10 september | Kensington                              | Do I ever                           | 14                        |
| 2419 | 17 september | Sia ft. Kendrick Lamar                  | The greatest                        | 4                         |
| 2420 | 24 september | Rag'n'Bone Man                          | Human                               | 9                         |
| 2421 | 1 oktober    | Shawn Mendes                            | Mercy                               | 5                         |
| 2422 | 8 oktober    | The Weeknd & Daft Punk                  | Starboy                             | 1(4wk)                    |
| 2423 | 15 oktober   | Bruno Mars                              | 24K Magic                           | 6                         |
| 2424 | 22 oktober   | Fais & Afrojack                         | Used to have it all                 | 18                        |
| 2425 | 29 oktober   | 4U                                      | Bitter taste                        | 38                        |
| 2426 | 5 november   | Kensington                              | Sorry                               | 15                        |
| 2427 | 12 november  | Clean Bandit ft. Anne-Marie & Sean Paul | Rockabye                            | 1(5wk)                    |
| 2428 | 19 november  | James Arthur                            | Say you won't let go                | 2                         |
| 2429 | 26 november  | The Weeknd & Daft Punk                  | I feel it coming                    | 3                         |
| 2430 | 3 december   | Sean Paul ft. Dua Lipa                  | No lie                              | 10                        |
| 2431 | 10 december  | The Chainsmokers ft. Phoebe Ryan        | All we know                         | 15                        |
| 2432 | 17 december  | Alessia Cara                            | Scars to your beautiful             | 7                         |
| 2433 | 24 december  | ZAYN & Taylor Swift                     | I don't wanna live forever          | 7                         |
| 2434 | 31 december  | Machine Gun Kelly & Camila Cabello      | Bad things                          | 13                        |

1969 ·
1970 ·
1971 ·
1972 ·
1973 ·
1974 ·
1975 ·
1976 ·
1977 ·
1978 ·
1979 ·
1980 ·
1981 ·
1982 ·
1983 ·
1984 ·
1985 ·
1986 ·
1987 ·
1988 ·
1989 · 
1990 · 
1991 · 
1992 · 
1993 · 
1994 · 
1995 · 
1996 · 
1997 · 
1998 · 
1999 · 
2000 · 
2001 · 
2002 · 
2003 · 
2004 · 
2005 · 
2006 · 
2007 · 
2008 · 
2009 ·
2010 ·
2011 ·
2012 ·
2013 ·
2014 ·
2015 ·
2016 ·
2017 ·
2018 ·
2019 ·
2020 ·
2021 ·
2022 ·
2023 ·
2024 ·
2025